# Gisela Sequeira
Gisela Romariz Sequeira (Belém, 24 de janeiro de 1960) é uma administradora, professora e política brasileira, que exerceu mandato de deputada federal pelo PSDB-PA de 6 a 26 de janeiro de 2011, como suplente do Deputado Zenaldo Coutinho.

## Educação e carreira
Em 2014, defendeu sua dissertação de mestrado no Programa de Pós-Graduação em Gestão de Recursos Naturais e Desenvolvimento Local na Amazônia, da Universidade Federal do Pará, intitulada "Agricultura urbana e periurbana no Curuçambá em Ananindeua, Região Metropolitana de Belém: perspectivas e desafios".

Em 2023, era vice-presidente da Escola Superior do Legislativo da Assembleia Legislativa do Pará (Alepa).